# Кубок Польщі з футболу 2025—2026
Кубок Польщі з футболу 2025—2026 — 72-й розіграш кубкового футбольного турніру в Польщі. Титул захищатиме «Легія» (Варшава).

## Календар
| Раунд            | Дата            | Матчі | Клуби   |
| ---------------- | --------------- | ----- | ------- |
| Попередній раунд | 5–6 серпня 2025 | 10    | 70 → 60 |
| Перший раунд     | 24 вересня 2025 | 28    | 60 → 32 |
| 1/16 фіналу      | 29 жовтня 2025  | 16    | 32 → 16 |
| 1/8 фіналу       | 3 грудня 2025   | 8     | 16 → 8  |
| 1/4 фіналу       | 4 березня 2026  | 4     | 8 → 4   |
| 1/2 фіналу       | 1–8 квітня 2026 | 2     | 4 → 2   |
| Фінал            | 2 травня 2026   | 1     | 2 → 1   |

## Попередній раунд
| Команда 1                          | Рахунок      | Команда 2                  |
| ---------------------------------- | ------------ | -------------------------- |
| 5 серпня 2025                      |              |                            |
| Гутник (Краків) (3)                | 3:0          | Заглембє (Сосновець) (3)   |
| Подбескідзе (3)                    | 2:1          | Ресовія (3)                |
| Полонія (Битом) (2)                | 7:1          | Заглембє-2 (Любін) (4)     |
| Сталь (Стальова Воля) (3)          | 3:1          | Скра (Ченстохова) (4)      |
| 6 серпня 2025                      |              |                            |
| Погонь (Гродзиськ-Мазовецький) (2) | 3:0 (тп)     | Вісла (Пулави) (3)         |
| Варта (Познань) (3)                | 1:0          | Олімпія (Ельблонг) (4)     |
| Вєчиста (Краків) (2)               | 0:0 пен. 5:6 | Олімпія (Грудзьондз) (3)   |
| ККС 1925 Каліш (3)                 | 0:2          | ГКС (Ястшембе) (3)         |
| Хойнічанка (3)                     | 2:1          | Рекорд (Бельсько-Бяла) (3) |
| Світ (Скольвін) (3)                | 1:1 пен. 6:5 | ЛКС-2 (Лодзь) (3)          |